# کمل (گروه موسیقی)
کَمِل (به انگلیسی: Camel) یک گروه پراگرسیو راک انگلیسی است که در سال ۱۹۷۱ در گیلدفورد تشکیل شد. آنها به رهبری اندرو لاتیمر، گیتاریست و عضو بنیانگذار، چهارده آلبوم استودیویی اصلی و چهارده تک آهنگ، به علاوه تعداد زیادی آلبوم زنده و DVD تولید کرده‌اند.
گروه بدون کسب محبوبیت گسترده، طی سالها با آلبوم‌هایی مانند Mirage ,The Snow Goose و Moonmadness علاقه‌مندان خودش را جذب کرد. آنها که از پانک راک جان سالم به در بردند و به سمت یک مسیر جالب تر و تجاری تر حرکت کردند، اما سپس در اواسط دهه ۱۹۸۰ به مدت ۷ سال متوقف شدند. از سال ۱۹۹۱ گروه مستقل بوده و آلبوم‌هایی از جملهDust ,Dreams ,Harbor of Tears و Rajaz را بر روی لیبل خود منتشر کردند. علیرغم عدم انتشار آلبوم استودیوی جدید از سال ۲۰۰۲، گروه به تورهای خود ادامه داده‌است. موسیقی آن‌ها بر چندین هنرمند بعدی از جمله ماریلیون، اپث و استیون ویلسون تأثیر گذاشته‌است. مارک بلیک، روزنامه‌نگار موسیقی، کمل را "قهرمانان بزرگ گمنام دهه ۷۰" توصیف کرد.

## سبک موسیقی

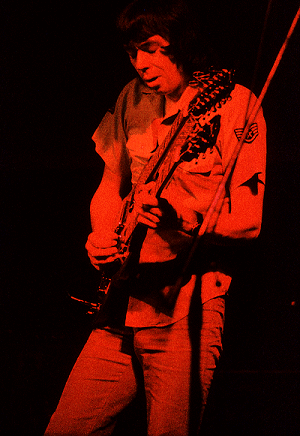
اجرای گروه کمل

کمل به عنوان یک گروه سمفونیک پراگرسیو راک توصیف شده است. موسیقی کمل که عمدتاً دستگاهی است، عناصری از راک، پاپ، جاز، بلوز، فولک، کلاسیک و الکترونیکا را ترکیب می کند. اگرچه آنها اهل کنتربری سین نیستند، اما به دلیل ارتباطات تاریخی فراوانشان با کاروان و دیگر نوازندگان راک پراگرسیو کنتربری، مدت‌هاست با  کنتربری سین مرتبط بوده‌اند.

## اعضا

### پایه‌گذاران نخستین
- اندرو لاتیمر: آواز، گیتار و فلوت (۱۹۷۱ تاکنون)
- داگ فرگوسن: گیتار بیس (۱۹۷۱ تا ۱۹۷۷)
- پیتر باردنز: کیبورد (۱۹۷۱ تا ۱۹۷۸)
- اندی وارد: درامز و پرکاشن (۱۹۷۱ تا ۱۹۸۴)

### کنونی
- کالین باس: گیتار بیس (۱۹۷۹ تا ۱۹۸۱–۱۹۸۴ تاکنون)
- دنیس کلمنت: درامز و پرکاشن (۲۰۰۰ تاکنون)

## آلبوم‌ها

### استودیویی
| نام آلبوم                           | سال انتشار |
| ۱. Camel                            | ۱۹۷۲       |
| ۲. Mirage                           | ۱۹۷۳       |
| ۳. Music Inspired by The Snow Goose | ۱۹۷۴       |
| ۴. Moonmadness                      | ۱۹۷۵       |
| ۵. Rain Dances                      | ۱۹۷۶       |
| ۶. Breathless                       | ۱۹۷۸       |
| ۷. I Can See Your House from Here   | ۱۹۷۹       |
| ۸. Nude                             | ۱۹۸۱       |
| ۹. The Single Factor                | ۱۹۸۲       |
| ۱۰. Stationary Traveller            | ۱۹۸۴       |
| ۱۱. Dust and Dreams                 | ۱۹۹۱       |
| ۱۲. Harbour of Tears                | ۱۹۹۶       |
| ۱۳. Rajaz                           | ۱۹۹۹       |
| ۱۴. A Nod and a Wink                | ۲۰۰۲       |

### لایو
| نام آلبوم                                       | سال انتشار |
| ۱. Greasy Truckers Live at Dingwalls Dance Hall | ۱۹۷۳       |
| ۲. A Live Record                                | ۱۹۷۸       |
| ۳. Pressure Points                              | ۱۹۸۴       |
| ۴. On the Road 1972                             | ۱۹۹۲       |
| ۵. Never Let Go                                 | ۱۹۹۳       |
| ۶. On the Road 1982                             | ۱۹۹۴       |
| ۷. On the Road 1981                             | ۱۹۹۷       |
| ۸. Coming of Age                                | ۱۹۹۸       |
| ۹. Gods of Light '73-'75                        | ۲۰۰۰       |
| ۱۰. The Paris Collection                        | ۲۰۰۱       |

### آثار گردآوری‌شده
| نام آلبوم                                               | سال انتشار |
| ۱. Chameleon - The Best Of Camel                        | ۱۹۸۱       |
| ۲. A Compact Compilation                                | ۱۹۸۶       |
| ۳. The Collection                                       | ۱۹۸۶       |
| ۴. Landscapes                                           | ۱۹۹۱       |
| ۵. Echoes                                               | ۱۹۹۳       |
| ۶. Camel - Master Series (25th Anniversary Compilation) | ۱۹۹۷       |
| ۷. Lunar Sea                                            | ۲۰۰۱       |
| ۸. Rainbow's End: An Anthology 1973-1985                | ۲۰۱۰       |